# LCE4A
LCE4A (англ. Late cornified envelope 4A) – білок, який кодується однойменним геном, розташованим у людей на 1-й хромосомі. Довжина поліпептидного ланцюга білка становить 99 амінокислот, а молекулярна маса — 9 980.
| 10         |  | 20         |  | 30         |  | 40         |  | 50         |
| ---------- |  | ---------- |  | ---------- |  | ---------- |  | ---------- |
| MSCQQNQQQC |  | QPPPKCPIPK |  | YPPKCPSKCA |  | SSCPPPISSC |  | CGSSSGGCGC |
| CSSEGGGCCL |  | SHHRHHRSHC |  | HRPKSSNCYG |  | SGSGQQSGGS |  | GCCSGGGCC  |

A: Аланін

C: Цистеїн

E: Глутамінова кислота

G: Гліцин

H: Гістидин

I: Ізолейцин

K: Лізин

L: Лейцин

M: Метіонін

N: Аспарагін

P: Пролін

Q: Глутамін

R: Аргінін

S: Серин

Задіяний у такому біологічному процесі, як кератинізація. 